# كد
الكد الشدة في العمل وطلب الكسب. وكده أتعبه فهو لازم ومتعد. ومن المجاز كد لسانه بالكلام وقلبه بالفكر. ويقال ليس من كدك أي ليس حاصلا بسعيك وتعبك.
والكد ما يدق فيه الأشياء الهاون.

## حق الكد والسعاية
فيما يخص حقوق الزوجية، فإن بعض فقهاء بلاد المغرب على أن الكد هو  حق الشقا، أما السعاية فهو  حق الجراية. 